# Pahemnetjer (grand prêtre de Ptah)
Pour les articles homonymes, voir Pahemnetjer.
Pahemnetjer est un grand prêtre de Ptah de Memphis qui a exercé son pontificat sous le règne de Ramsès II troisième pharaon de la XIXe dynastie.

## Généalogie
On ne connaît pas avec certitude les parents de Pahemnetjer. 
Une statue au nom de Ptahmose III, un autre grand prêtre de Ptah qui vécut sous le règne d'Amenhotep III porte une dédicace d'un Pahemnetjer, grand prêtre, qui est interprété parfois comme un témoignage de piété filiale. Dans ce cas Pahemnetjer serait issu d'une famille de prêtre memphite et aurait ainsi suivi la carrière de son père.
Quoi qu'il en soit, Pahemnetjer accède au pontificat memphite sous le règne de Ramsès II, probablement a un âge avancé. Avec son épouse Khatnésout, il a eu au moins deux fils Didia, dont la filiation reste discutée, et Rahotep. Tous deux occupèrent la fonction de grand prêtre de Ptah à sa suite.

## Sépulture
La tombe de Pahemnetjer n'a pas été localisée à ce jour mais a certainement été pillée car son sarcophage se trouve aujourd'hui au British Museum.
Deux hypothèses sont possibles sur la localisation de son tombeau :
- Saqqarah où la plupart des grands pontifes de Memphis se sont fait inhumer ;
- Sedment, nécropole d'Hérakléopolis où son nom est attesté dans la tombe de son fils Rahotep.